# Moonlighter
『Moonlighter』（ムーンライター）は、スペインのインディーゲームスタジオDigital Sunが開発し2018年5月29日に発売されたローグライクアクションRPG、経営シミュレーションゲーム。
日本では、テヨンジャパンより発売されたNintendo Switch/PlayStation 4版とNetflixより配信されたiOS/Android版が『ムーンライター 店主と勇者の冒険』（ムーンライター てんしゅとゆうしゃのぼうけん）のタイトルを用いている。

## 概要
多くの財宝が眠るダンジョン群を擁する村「リノカ（Rynoka）」を舞台に、主人公の青年ウィル（Will）の奮闘が描かれる。リノカはかつて富と名声を求める人々が訪れ活気づいていたが、ダンジョン内部にいるモンスターの危険性を憂慮しダンジョンを閉鎖したことで村は衰退の一途をたどる。ウィルは村の復興とすべてのダンジョンの開放の夢をかなえるべく、昼間に自身の店「ムーンライター（The Moonlighter）」を営む傍らでダンジョン内でのアイテム探索を行うという生活を日々続けていく。なお、タイトルの「Moonlighter」は、昼間の本業とは別に夜間に副業を行う人を意味する言葉である。
開発元のDigital Sunは創業当初から他のスタジオのゲーム開発を請け負う仕事を担ってきたが、本作は自らプロトタイプを作成し完成に至った最初の作品となる。2016年5月31日から7月3日の期間にKickstarterを通じたクラウドファンディングが実施され、4万ドルの目標額に対し13万4276ドルの資金が集められた。本作が影響を受けた作品として、システム面では『The Binding of Isaac』『ゼルダの伝説 ふしぎのぼうし』『Rogue Legacy』を挙げ、作風ではスタジオジブリ作品の影響が随所にみられるとしている。一方、本作と似た展開のゲームとして『ルセッティア 〜アイテム屋さんのはじめ方〜』があるが、開発当初はその存在を知らず、開発開始から1年ほど経過した時点で気づいたという。
新規のダンジョンやアイテムなどを追加する有料DLC「Between Dimensions」が制作され、PC版が2019年7月23日に、海外のPlayStation 4/Xbox One/Nintendo Switch版が2020年5月29日に発売された。日本では「次元の狭間」のタイトルでNintendo Switch版が2020年11月26日に、PlayStation 4版が2021年2月12日に発売され、Nintendo Switch版の配信日にはDLCの内容を含むパッケージ版が同時発売された。

## システム
本作には昼と夜のパートがあり、ダンジョン探索は昼・夜ともに可能、店の経営は昼のみ可能となっている。

### ダンジョン
ダンジョンは、入るたびに構造が変化するローグライクゲームの形式になっている。フロアのどこかにあるゲートから次の階層へ移動でき、最下層にいるダンジョンボスのガーディアンを撃破しダンジョンをクリアすると新たなダンジョンが開放される。
ウィルが扱う武器種は剣と盾（攻撃しつつ正面を防御）、大剣（動作がやや遅いが高威力の攻撃）、槍（少し離れて攻撃）、両手（鉤爪付きのグローブで素早く近距離攻撃）、弓（遠距離から攻撃）の5つで、このうち2種類を同時に装備できる。また、防具はバンダナ/兜・鎧・靴の3種類が装備可能で、それぞれ布製、鉄製、鋼製がある。防具の材質によりステータス変化の度合いが異なり、布製は最大HPが少し上昇し移動速度も上昇、鉄製は最大HPがまずまず上昇し移動速度は変わらず、鋼製は最大HPが大きく上昇し移動速度が減少となる。
ダンジョン内のアイテムは、階層が深くなるほど高額なものになる。また、夜のダンジョンは昼よりも強い敵が出現する代わりにレアアイテムが出やすくなる。
入手アイテムはメニュー画面のアイテム欄に並ぶが、アイテムに呪いが掛けられている場合、アイテムの配置場所が制限されたり、配置場所の周囲にあるアイテムに影響を与えたりする。
所持アイテムは、手持ちアイテム（最大5個）とリュック内のアイテム（最大15個）に分かれているが、ウィルのHPが0になると手持ちアイテム以外はすべて失い、ダンジョンの入り口に戻される。一方、アイテムの「商人のペンダント」を使用すると少額の持ち金を消費しダンジョンから村に帰還できる。また、「商人のポータル」を使用すると多額の持ち金を消費する代わりにウィルのいる階層にポータルを作って村に帰還し、次回の冒険時に元の階層から再開できる。商人のペンダントは探索時にいつでも使用可能、商人のポータルはボスのいる階層では使用できないという違いがある。

### 村
ウィルの店「ムーンライター」では、ダンジョンで入手したアイテムを店頭に並べる。営業中には客が訪れてアイテムを購入していき、営業時間が終了し閉店となった際に1日の売り上げが計上される。
アイテムの値付けはプレイヤーが個別に行う。適正価格は基本的に入手しやすいものほど安く、入手困難なものほど高い。客が商品をチェックする際に客の表情を示すふきだしが表示され、価格が適正の時は笑顔に、高すぎる時は困り顔に、安すぎる時は目が輝いた表情になり、適正価格かそれ以下の場合に客は商品を購入する。一方、商品には需要が存在し、同じ商品ばかりを販売したり適正価格よりも高めの値段を付けて販売したりすると、その商品の需要低下とともに適正価格も低下する。
店の設備投資を行うと、経営や冒険をより有利に進められるようになる。投資対象は、セールボックス（アイテムを割引価格でまとめ売りする）、レジ（客が商品購入時にチップを上乗せする）、ベッド（ウィルの就寝後に最大HPが一時的に上昇する）、チェスト（アイテムを保管する）の4つで、それぞれ3段階まで投資して効果を大きくすることができる。
村にある掲示板には、村での開業を検討している人々の情報が記載されている。一定額の出資を行うことで該当者が村にやってきて以下の仕事を開始する。
- バルカンフォージ（Vulcan's Forge） - アンドレイ（Andrei）が営む店。素材を渡し対価を支払うと、新たな武器・防具を作成する。
- ウィッチハット（The Wooden Hat） - エリス（Eris）が営む店。素材を渡し対価を支払うと、ダンジョンで使用できる各種ポーションの作成や、武器・防具を強化する「エンチャント」を行う。
- ル・リテイラ（Le Retailer） - ジュリエン（Julien）が営む店。ダンジョンで見つけたことのあるアイテムを購入できる。
- エディーズバンク（Banker） - エドワード（Edward）が村の広場に滞在し、持ち金を渡すとそれを投資に回す。価格は毎日変動し、引き出すタイミングによっては損をする場合もある。
- デ・コラツィ（Hawker） - アラン（Alan）が営む店。「ムーンライター」の店内に配置することで様々な効果を及ぼす装飾品を購入できる。

## 評価
- The Geek Citadel E3 2017 Awards 「Independent Spirit (Best Indie) E3 2017」受賞[10]
- 第7回Indie Developer Burger Awards 「Queremos una secuela（続編が欲しい）」「Juego más viciante（最も中毒性の高いゲーム）」「Premio del público（観客賞）」受賞（※観客賞はDeconstructeam（英語版）開発の『The Red Strings Club（英語版）』と同時受賞）[11]
- 2018 Gamers' Choice Awards（英語版） 「Fan Favorite Role Playing Game」ノミネート[12]
- 2019 SXSW Gaming Awards 「Most Fulfilling Community-Funded Game」ノミネート[13]
- 第19回Game Developers Choice Awards 「Best Debut」ノミネート[14]